# 保罗·万纳
保罗·万纳（德語：Paul Wanner，2005年12月23日—）是一位德奥混血足球运动员，自2018年起加盟拜仁慕尼黑青训营，于场上司职中场。他于2021-22赛季以16岁零15天之龄成为拜仁慕尼黑俱乐部历史上最年轻的德甲参赛者，也是最年轻的德国足球冠军得主。

## 个人生活
万纳出生于奥地利的多恩比恩，但主要在德国巴登-符腾堡州的阿姆特采尔长大。除了持有德国国籍外，他还拥有奥地利公民权。万纳的母亲是奥地利人；父亲克劳斯·万纳则是德国人，也是一名机械工程师和前中场球员，曾分别效力于福拉尔贝格州的西部地区联赛俱乐部奥地利卢斯特瑙和哈尔德。在1991-92赛季，克劳斯曾跟随卢斯特瑙闯入奧地利盃十六强，1995-96赛季更是与哈尔德一同闯入八强。

## 俱乐部生涯
万纳自幼便在阿姆特采尔（SV Amtzell）踢球，直至11岁才转投邻城的拉芬斯堡。在拉芬斯堡，他很早就被视为是一个杰出的天才，通常跨级参加较大年龄组的比赛，例如年仅12岁时便参加了15岁以下高级联赛（U15-Oberliga）。他同时也是德甲俱乐部弗赖堡的保送成员，因拉芬斯堡正是弗赖堡的卫星俱乐部。12岁那年，万纳受到了德甲各俱乐部球探的广泛关注，并最终由拜仁慕尼黑抢得先机，于2018年加入拜仁青训营。至2020-21赛季，万纳仍然是U-16梯队的一员，但来季则以15岁的年龄直接进入U-19梯队。这位进攻中场立即成为球队主力，除了U-19德甲联赛外，他还参加了国际性的欧洲青年联赛；并在U-17德甲联赛中代表U-17梯队出场两次。在2021年11月的国际比赛日期间，时年15岁的万纳在尤利安·纳格尔斯曼的麾下首次与职业队共同训练。
2022年1月初，由于新冠疫情、球员伤病和2021年非洲國家盃的影响，拜仁职业队的阵容大幅减少。德甲第18轮比赛的前一天，万纳与他的U-19队友阿里翁·伊布拉希莫维奇一起从德国U-17国家队设于西班牙的训练营飞回慕尼黑，参与一线队的最后拉练。2022年1月7日，年仅16岁零15天的万纳在拜仁主场以1比2不敌普鲁士门兴格拉德巴赫的比赛中，于第75分钟替换马克·罗卡登场，完成德甲首秀。这使他在当时成为拜仁慕尼黑历史上最年轻的德甲参赛者，也是德甲历史上仅次于优素法·穆科科（16岁零1天）的第二年轻参赛者。一个月后，即2月1日，万纳获得了个人首份职业合同。随着4月23日在主场以3比1战胜普鲁士多特蒙德，拜仁成功实现了德甲十连冠。万纳也因此以16岁零121天之龄成为历史上最年轻的德国足球冠军得主。处子秀后，万纳在当季德甲又替补出场了3次，其余时间则继续效力于U-19梯队。

## 国家队生涯
万纳有资格为德国足协和奥地利足协效力。早在2019年11月，时年13岁的万纳便受邀参加德国U-15青年队的课程，直至2021年8月，他才首次代表德国U-17国家队出场，帮助球队以10比1大胜波兰。2021年10月，他跟随德国U-17前往罗马尼亚参加了2022年欧洲U-17足球锦标赛的第一阶段预选赛并射入2球。德国在决赛圈的三场分组赛中以全胜姿态晋级，万纳在其中的两场均首发登场。